# Шифф, Герман
Шифф, Герман (Давид Бер)  (нем. Hermann Schiff; 1 мая 1801 или 1807, Гамбург — 1 апреля 1867, Гамбург) — писатель.

## Биография
Родился в Гамбурге в 1807 году. Писал под различными псевдонимами (чаще всего: Генриха Фрезе и Исаака Бернайса). Он был кузеном Г. Гейне, который неоднократно упоминает ο нем в своих произведениях. Шифф был журналистом, редактором, актером, музыкантом, учителем фехтования, балетным танцором и, наконец, очутился в гамбургском рабочем доме для бедных. Гейне писал ο Шиффе: «он талантливее бесконечного множества прославленных писателей… в литературе — все дело счастья… когда я читаю прекрасную вещь незнакомого автора — то я думаю, что это — Ш.». 
У Шиффа много произведений с еврейским содержанием: «Еврейские новеллы», 1856; «Hundert und ein Sabbath», 1842; «Das Koschere Haus», 1866; «Die wilde Rabbizin», 1866. Наибольшей известностью пользовался его комический еврейский роман «Schief Levinche mit seiner Kalle» (1848). 
Шифф писал также и на общие темы и выпустил брошюру «О Гейне и новом течении в еврействе».
Умер в 1867 году. 